# Germain Burkardt
Germain Burkardt (* 13. Dezember 1821 in Rottweil; † 9. Mai 1890 ebenda) war Landwirt und Mitglied des Deutschen Reichstags.

## Leben
Burkardt besuchte ein Gymnasium bis in die höheren Klassen und hierauf die Gewerbeschule in Stuttgart. Er war drei Semester Kandidat des Landwirtschaft in Hohenheim und später einige Jahre Praktikant. Zwischen 1844 und 1872 war er Besitzer eines größeren Gutes. Von 1874 an war er Mitglied der Landes-Einschätzungskommission in Württemberg, Mitglied des Eisenbahnrats und des Gemeinderats in Rottweil. Weiter war er Vorstand des IX. Gauverbandes und des landwirtschaftlichen Vereins Rottweil und Mitglied der Pferdekonferenz.
Von 1887 bis 1890 war er Mitglied des Deutschen Reichstags für den Wahlkreis Württemberg 9 (Balingen, Rottweil, Spaichingen, Tuttlingen) und die Nationalliberale Partei, welche in Württemberg als Deutsche Partei auftrat.